# Zanthoxylum furcyensis
Zanthoxylum furcyensis là một loài thực vật có hoa trong họ Cửu lý hương. Loài này được (Urb.) J. Jiménez Alm. miêu tả khoa học đầu tiên năm 1960.